# Léopold Anoul
Léopold Anoul, dit Pol Anoul, né le 19 août 1922 à Saint-Nicolas en Belgique et mort le 10 février 1990 à Liège en Belgique, est un footballeur international belge qui évoluait au poste d'attaquant.
Il totalise 48 sélections et 20 buts pour l'équipe nationale entre 1947 et 1954. Ce total lui permet encore aujourd'hui de figurer parmi les 10 meilleurs buteurs de tous les temps en sélection belge.
Il a notamment participé à la coupe du monde 1954.
Il joua au Royal FC Liégeois et au Royal Standard Club Liégeois.

## Anecdotes
Anoul fut surnommé  l'Homme de Colombes, à la suite du but audacieux qu'il inscrivit lors du match amical France-Belgique du 17 octobre 1948. Ce soir-là, au stade de Colombes, les Diables Rouges étaient secoués et menés (3-1) par les Bleus. À la 53e minute, Anoul s'empara du ballon, remonta une grande part du terrain en effaçant plusieurs adversaires et arma une frappe sous la barre qui ne laissa aucune chance à Julien Darui, le gardien français. Relancés par le but d'Anoul, les Belges égalisèrent peu après.
Après sa carrière, Pol Anoul ouvrit un café, Le Colombes, dans sa bonne ville de Liège, place Verte à proximité de l'Opéra.
Il est inhumé à Juprelle.

## Carrière
- 1945-57 RFC Liège 349m/?b
- 1957-60 Standard de Liège 41m/6b

## Sources
- source: Anecdotes sur Liège
- source: site de la Fédération française de football (Archives équipe de France)